# Mémorial du Camp de Rivesaltes
 (juillet 2013).
Si vous disposez d'ouvrages ou d'articles de référence ou si vous connaissez des sites web de qualité traitant du thème abordé ici, merci de compléter l'article en donnant les références utiles à sa vérifiabilité et en les liant à la section « Notes et références ».
 (août 2023).
La mise en forme du texte ne suit pas les recommandations de Wikipédia : il faut le « wikifier ».
Les points d'amélioration suivants sont les cas les plus fréquents. Le détail des points à revoir est peut-être précisé sur la page de discussion.
- Les titres sont pré-formatés par le logiciel. Ils ne sont ni en capitales, ni en gras.
- Le texte ne doit pas être écrit en capitales (les noms de famille non plus), ni en gras, ni en italique, ni en « petit »…
- Le gras n'est utilisé que pour surligner le titre de l'article dans l'introduction, une seule fois.
- L'italique est rarement utilisé : mots en langue étrangère, titres d'œuvres, noms de bateaux, etc.
- Les citations ne sont pas en italique mais en corps de texte normal. Elles sont entourées par des guillemets français : « et ».
- Les listes à puces sont à éviter, des paragraphes rédigés étant largement préférés. Les tableaux sont à réserver à la présentation de données structurées (résultats, etc.).
- Les appels de note de bas de page (petits chiffres en exposant, introduits par l'outil «  Source ») sont à placer entre la fin de phrase et le point final[comme ça].
- Les liens internes (vers d'autres articles de Wikipédia) sont à choisir avec parcimonie. Créez des liens vers des articles approfondissant le sujet. Les termes génériques sans rapport avec le sujet sont à éviter, ainsi que les répétitions de liens vers un même terme.
- Les liens externes sont à placer uniquement dans une section « Liens externes », à la fin de l'article. Ces liens sont à choisir avec parcimonie suivant les règles définies. Si un lien sert de source à l'article, son insertion dans le texte est à faire par les notes de bas de page.
- La présentation des références doit suivre les conventions bibliographiques. Il est recommandé d'utiliser les modèles {{Ouvrage}}, {{Chapitre}}, {{Article}}, {{Lien web}} et/ou {{Bibliographie}}. Le mode d'édition visuel peut mettre en forme automatiquement les références.
- Insérer une infobox (cadre d'informations à droite) n'est pas obligatoire pour parachever la mise en page.

Pour une aide détaillée, merci de consulter Aide:Wikification.
Si vous pensez que ces points ont été résolus, vous pouvez retirer ce bandeau et améliorer la mise en forme d'un autre article.
Le Mémorial du Camp de Rivesaltes, situé sur les communes de Rivesaltes et Salses-le-Château dans les Pyrénées-Orientales en France, rend hommage aux personnes incarcérées ou hébergées dans ce camp au gré des événements historiques (guerre d'Espagne, Seconde Guerre mondiale, Shoah, guerre d'Algérie, etc.) durant la seconde moitié du XXe siècle.

## Contexte
Après la guerre, la mémoire du camp de Rivesaltes est largement négligée en raison de l'absence d'internement politique et du manque d'attention portée à la déportation raciste qui y a eu lieu.
Cependant, l'annonce de la découverte de documents originaux relatifs aux déportés juifs du camp à la décharge de Perpignan en 1997 (qui se révélera fausse), suscite un regain d'intérêt quant à la mémoire de ce camp : Claude Delmas lance une pétition pour la création d'un mémorial, soutenue par des personnalités politiques et artistiques. Un collectif pour la création d'un mémorial dédié au camp de Rivesaltes est lancé afin de préserver la mémoire collective et de sensibiliser le public à l'histoire du camp de Rivesaltes, comme en témoigne la projection du film Le Journal de Rivesaltes en 1997 à Perpignan, basé sur le journal d'une infirmière du camp de Rivesaltes ayant sauvé des enfants juifs.
Si le collectif reçoit notamment le soutien politique de Simone Veil et du président du conseil général des Pyrénées-Orientales Christian Bourquin, il doit d'abord s'opposer à un projet d'épandage de boues sur le site historique.

## Histoire du Mémorial
En 1998, Christian Bourquin, président du conseil général des Pyrénées-Orientales, lance un projet de construction d'un Mémorial du Camp de Rivesaltes.
Le Département acquiert pour cela un des îlots du camp, l'îlot F (42 hectares).
Considérant la dimension du projet, la région Languedoc-Roussillon est ensuite apparue comme l'échelon le plus pertinent pour le porter. Elle assure la maîtrise d'ouvrage du Mémorial depuis janvier 2012. Elle est la première région de France à porter un projet mémoriel, « parce que regarder le passé c'est construire l'avenir, parce que les souffrances de ces milliers d'hommes, de femmes et d'enfants devaient être connues de tous, parce qu'on ne peut admettre que l'on nettoie les lieux et la mémoire » (Christian Bourquin).
Après plusieurs années de négociation les travaux de construction du Mémorial du Camp de Rivesaltes ont débuté en novembre 2012. Son ouverture au public est réalisée en 2015 avec l'inauguration par Manuel Valls.

## Chronologie du Mémorial
- 1978 : Serge Klarsfeld publie la liste des déportés Juifs et des Juifs décédés du camp de Rivesaltes.
- 1993 : parution du Journal de Rivesaltes 1941-42 écrit par Friedel Bohny-Reiter, une infirmière autrichienne travaillant pour le Secours suisse aux enfants (Croix-Rouge suisse). Publication également de Les Transferts de juifs du camp de Rivesaltes et de la région de Montpellier vers le camp de Drancy en vue de leur déportation 10 août 1942-6 août 1944, par Serge Klarsfeld.
- 1994 : le 16 janvier, une stèle est érigée à la mémoire des Juifs déportés du camp de Rivesaltes vers Auschwitz, à l’initiative de l’association Fils et Filles des Déportés juifs de France et de Serge Klarsfeld.
- 1995 : le 2 décembre, c’est une stèle à la mémoire des Harkis qui est à son tour installée.
- 1997 : alors que des menaces de destruction planent sur le camp, une pétition Pour la mémoire vivante du camp de Rivesaltes est signée par Simone Veil, Claude Simon, Edgar Morin… et de nombreux citoyens.
- 1998 : tout juste élu président du conseil général des Pyrénées-Orientales, Christian Bourquin annule la décision de raser entièrement le site et commence la concertation autour du projet. Des contacts sont noués avec les associations représentant les communautés internées et les projets pédagogiques se multiplient.
- 1999 : le 30 octobre, une stèle est érigée à la mémoire des républicains espagnols.
- 2000 : le site du camp de Rivesaltes est inscrit à l’inventaire supplémentaire des Monuments historiques par le ministère de la Culture. Une convention d’objectifs prévoyant la construction du mémorial est signée et une commission historique, qui représente toutes les associations, initiatives et personnes privées ayant participé à l’élaboration du projet, est créée. le conseil général des Pyrénées-Orientales vote l’approbation du projet du Mémorial à l’unanimité.
- 2002 : historien, chercheur au CNRS, auteur d’une thèse d’État sur « les camps d’internement en France 1938-1946), Denis Peschanski est désigné comme président du conseil scientifique du Mémorial.
- 2003 : une étude de préfiguration du Mémorial est présentée au conseil général des Pyrénées-Orientales et à la Commission historique.
- 2005 : pour la première fois, à l’occasion des Journées européennes du Patrimoine, une partie du camp est ouverte au public (plus de 2000 visiteurs). Rudy Ricciotti remporte le concours d’architecte du Mémorial. En novembre, le conseil général des Pyrénées-Orientales fait l'acquisition de l’îlot F, qui représente 42 hectares. Robert Badinter accepte de parrainer le projet.
- 2006 : les actions de préfiguration du Mémorial se multiplient. Un service éducatif se structure et l’Éducation Nationale met à disposition du projet deux professeurs détachés. Un inventaire photographique des îlots J, F et K est organisé, répertoriant tous les bâtiments et photographies aériennes (opération « Faire parler les murs » permettant de garder traces des graffitis, inscriptions, dessins...). L’architecte Rudy Riccioti lance son étude de conception.
- À partir de 2007 : en parallèle de la protection et de la mise en valeur du site, les études de conception (architecture et muséographie) et de la préfiguration du projet se poursuivent, tout comme les actions culturelles et pédagogiques.
- 2009 : une stèle à la mémoire des Tsiganes est érigée le 14 janvier.
- 2010 : le permis de construire du Mémorial est délivré le 9 mars.
- 2011 : réuni en séance plénière le 22 décembre, le conseil régional présidé par Christian Bourquin approuve à l’unanimité le transfert du projet de Mémorial du conseil général des Pyrénées-Orientales à la Région Languedoc-Roussillon[4]
- 2012 : le programme de muséographie est remis au président de la région par Lydia Elhadad.
- Novembre 2012 : Les travaux débutent.
- 2013 : création du fonds de dotation du Mémorial du Camp de Rivesaltes présidé par Anne Lauvergeon[5].
- 16 octobre 2015 : inauguration du Mémorial du Camp de Rivesaltes présidé par Manuel Valls[3].

## Vocation du Mémorial
Principal camp d'internement du sud de la France en 1941 et 1942, puis principal camp de transit pour les familles de Harkis après l'indépendance de l'Algérie, le centre militaire de Rivesaltes occupe une place singulière et majeure dans l'histoire de la France contemporaine. Or, il n'existe à ce jour[Quand ?] aucun lieu qui rende compte soit de l'internement pendant la Seconde Guerre mondiale, soit des Harkis. Le défi est de proposer aux diverses communautés directement concernées de connaître, aussi, l'histoire des autres, et d'aider tous les visiteurs à comprendre leur passé commun.
Le mémorial se veut un outil de mémoire et de sensibilisation politique, notamment face à des enjeux contemporains tels que les crises migratoires et l'extrémisme politique. Son objectif est de transformer la structure d'exclusion du camp en un lieu d'intégration et de « rappeler que les tragédies peuvent se reproduire et que les actes comptent ».
Ce lieu de dimension régionale, nationale et internationale aura différentes missions :
- la recherche historique, la restitution et le partage de cette connaissance avec les publics, sous forme d’expositions temporaires, de publications, de colloques, de conférences, etc.
- un travail pédagogique et éducatif afin de diffuser la connaissance et de susciter un questionnement sur les thématiques présentées et la relation entre histoire et mémoire(s) : visites guidées, ateliers, documents pédagogiques, etc.
- une approche sensible et différente grâce à l’art et à la culture qui permettent d’interroger l’histoire et la mémoire : expositions, résidences d'artistes, concerts, projections de films, etc.

Le visiteur se voit proposer un parcours à l’intérieur du mémorial, dans la salle d'exposition permanente, ainsi qu’un parcours en plein air dans le camp, au milieu des vestiges laissés en l’état et des baraques, consolidées ou reconstituées pour certaines.
Investissement culturel, mémoriel et pédagogique, ce bâtiment est également touristique et économique dans le sens où le Mémorial est un des outils de l'attractivité du territoire.
Un Conseil Scientifique pluridisciplinaire, présidé par Denis Peschanski (historien, chercheur au CNRS et président du conseil scientifique du Mémorial du Camp de Rivesaltes), est responsable du contenu historique et scientifique du Mémorial.
Le projet bénéficie du soutien de Simone Veil, Robert Badinter et Serge Klarsfeld.
Le Mémorial s'inscrit dans le réseau national et international des lieux de mémoire. Des contacts sont d'ores et déjà créés avec le musée mémorial de l'exil (MUME), la maternité suisse d'Elne, Yad Vashem, le mémorial de la Shoah, le United States Holocaust Memorial Museum (USHMM), le camp de Fossoli, la ville de Roubaix, la Cité nationale de l'histoire de l'immigration, etc.

## Le projet architectural
Après plusieurs années d'attente, les travaux de construction du Mémorial ont démarré en novembre 2012. L'ouverture du site s'est déroulé le 15 octobre 2015, après l'aménagement des intérieurs et notamment l'installation de l'exposition permanente qui occupe une large partie de la surface du bâtiment. L'architecte Rudy Ricciotti a remporté le concours de maîtrise d’œuvre et a conçu le projet, en collaboration avec le cabinet audois Passelac & Roques, comme « une proposition très exacte entre site, territoire et mémoire ».
Le projet architectural met l'accent sur l'intégration dans le paysage et la préservation de l'histoire du camp.
Quelques chiffres
D'une surface de 4 000 m2, le Mémorial est érigé au cœur de l'ancien îlot F du camp, au milieu des constructions existantes qui sont inscrites à l'inventaire supplémentaire des Monuments historiques et dont l’authenticité est préservée.
Le bâtiment, monolithe semi enterré, s’étend sur 200 mètres de long, 20 mètres de large et 4 mètres de haut. Le bâtiment repose dans la terre, son point le plus bas sera au niveau du sol et le point le plus haut, plus de 200 mètres plus loin, ne dépasse pas les baraques.
Il compte :
- 1 000 m2 dédiés à une exposition permanente,
- 400 m2 dédiés aux expositions temporaires,
- un auditorium de 160 places,
- des salles pédagogiques,
- un centre de documentation,
- un espace de restauration,
- une boutique.

## Fonds de dotation du Mémorial du Camp de Rivesaltes
Vendredi 18 octobre 2013, lors de sa séance plénière, le conseil régional Languedoc-Roussillon a approuvé la création du fonds de dotation du Mémorial du Camp de Rivesaltes. Les membres de son conseil d’administration ont également été nommés. Anne Lauvergeon assurera la présidence, Agnès Tixier assurera les fonctions de trésorière et Gérard Maurice assurera les fonctions de secrétaire. Le siège social du fonds de dotation se situe au 14 rue Pierre-Cartelet à Perpignan.
Ce nouvel outil juridique, ayant une structure plus souple que la fondation reconnue d'utilité publique, il est capable de s'adapter aux volontés des grands donateurs comme des particuliers. Les mécènes sont les partenaires du Mémorial.

## Expositions temporaires au Mémorial
- Treize chibanis harkis, œuvres de Serge Vollin, textes de Fatima Besnaci-Lancou[6], du 30 juin 2020 au 31 janvier 2021.
- Josep Bartoli, les couleurs de l'exil, du 23 septembre 2021 au 19 septembre 2022[7].
- Gaétan Nocq, récits des camps, du 01 octobre 2022 au 29 janvier 2023[8].
- Michael Kenna, une mémoire photographique, du 10 mars au 1er octobre 2023[9].

## Sources
- [PDF] Mémorial du Camp de Rivesaltes - Inauguration à l’automne 2015, aphg.fr Février 2015